# USS LST-507
O USS LST-507 foi um navio de guerra norte-americano da classe LST que operou durante a Segunda Guerra Mundial.